# O Leitor (livro)
O Leitor (Der Vorleser, no original) é um romance escrito por Bernhard Schlink, publicado pela primeira vez, na versão original, em 1995.
Em 2008 foi feito uma adaptação cinematográfica  homónima do realizador Stephen Daldry.

## Sinopse
Michael Berg, um rapaz de 15 anos, inicia um relacionamento com Hanna Schmitz, uma mulher de 36 anos. Nos seus encontros secretos, em casa dela, eles criam um ritual no qual Michael lê para Hanna e depois fazem amor. De repente, Hanna desaparece da vida de Michael, para o seu desespero. Anos mais tarde, ao assistir a um julgamento com sua turma de Direito, encontra Hanna envolvida num processo de acusação a ex-guardas dos campos de concentração nazista. Como reagirá Michael?
Preferindo assumir a responsabilidade por um crime de assassinato de centenas de mulheres judias queimadas vivas a reconhecer a condição de analfabeta, Hanna  é condenada à prisão perpétua. Tanto livro quanto filme fazem das sessões do julgamento uma grande peça de discussão jurídica sobre a responsabilidade jurídica individual dos cidadãos implicados pelo poder no cumprimento de ordens relativas à crimes hediondos de Estado. Passados alguns anos, Michael manda para a prisão fitas com gravações de leitura de romances para a ex-amante, de modo que ao comparar os áudios com os livros da biblioteca do presídio, ela desenvolve um método para aprender a ler e escrever.  
Além dos clássicos que recebe, a ex-agente da suástica tem acesso à leitura dos testemunhos dos sobreviventes do Holocausto e de seus filhos, que a fazem tomar consciência das perversidades praticadas pelo nazismo. Hanna manda muitas cartas para Michael, às quais ele nunca responderá, limitando-se a enviar-lhe novos livros. Depois de 40 anos de prisão, ela pode ser libertada e seu único vínculo fora é Michael, que é chamado para conversar com ela sobre o seu retorno à sociedade. Mas ao chegar ao presídio, o ex-amante tem uma duríssima surpresa. 